# Francesc Cuixart i Barjau
Francesc Cuixart i Barjau (Berga, 1875 - Manresa, 1927) va ser un pintor que va alternar l'academicisme amb el modernisme.

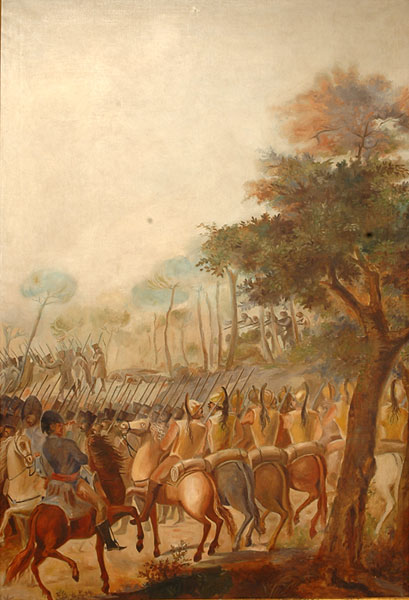
La segona batalla del Bruc, obra de 1897

Va estudiar a l'Escola de Llotja de Barcelona amb Claudi Lorenzale. Es va traslladar a Manresa on va desenvolupar la seva activitat professional i on va fer de professor de l'Escola d'Arts i Oficis. Va fer dibuix i en pintura destaquen les seves natures mortes. També destaquen les obres de gènere històric.
Entre la seva obra modernista cal destacar la senyera de l'Orfeó Manresà i els rètols de la "sastreria Tuneu" de Manresa. També va dissenyar medalles commemoratives de la guerra del francès, encunyades pel germans Vallmitjana.
EL 1914 va abandonar la seva activitat per problemes de salut.